# DESTINY+
DESTINY+（デスティニー・プラス、Demonstration and Experiment of Space Technology for INterplanetary voYage, Phaethon fLyby and dUst Science、深宇宙探査技術実証機）は、日本の深宇宙探査技術実験ミッション、およびその探査機の名称。宇宙航空研究開発機構 宇宙科学研究所（JAXA/ISAS）が開発する工学実証機に千葉工業大学 惑星探査研究センター（PERC）を中心とした国際協力による理学観測機器が相乗りする形で計画されている。
はやぶさ（2003年打上）、はやぶさ2（2014年打上）に続き日本として3番目の小惑星探査ミッションだが、サンプルリターンは実施されない。
当初はイプシロンSロケットを使用する予定だったが、変更されH3ロケットで2028年（令和10年）に打ち上げ、2030年にファエトンをフライバイする計画で調整が進められている。ふたご座流星群母天体である小惑星(3200)Phaethon（ファエトン）から距離500kmの近接高速フライバイを1回実施し、フライバイの数時間で搭載カメラによる光学観測と、惑星間航行中およびフライバイ時にダストアナライザによる惑星間ダストの質量・速度・飛来方向・化学組成をその場で直接観測する計画である。開発・製造は日本電気。総開発費は213.1億円。

## 概要
プロジェクトは当初DESTINY (Demonstration and Experiment of Space Technology for INterplanetary voYage)という名称で、2013年9月に打ち上げられたひさき (SPRINT-A)、2016年12月に打ち上げられたジオスペース探査衛星あらせ (ERG) に続く小型科学衛星の3号機として、イプシロンロケットでの打ち上げを目指していた。2014年にISASが行った次期小型科学衛星の公募では、宇宙理学・工学委員会による審査で7件の応募から本プロジェクトと小型探査機による高精度月面着陸技術実証（SLIM）が候補ミッションに選定された。2015年2月にISASはSLIMを最終候補として選定し、DESTINYは2号機以降での選定を目指すこととなった。その後、理工学委員会の推薦を受け、DESTINY+（PLUS, Phaethon fLyby with reUSable probe, 後にPhaethon fLyby and dUst Science) として「公募型小型2号機」に選定された。2021年度の打ち上げを目標に開発研究が進められていたが、ドイツ提供のダストアナライザの予算獲得の遅れ、イオンエンジンの熱設計関連の対応等の理由から、2024年度の打ち上げを目指すこととなった。
2024年10月には2023年7月に能代ロケット実験場で発生したイプシロンSロケットの第二段モーターの燃焼試験中の爆発事故の影響によりイプシロンへの搭載が断念され、2028年度にH3ロケットで打ち上げる計画に切り替えることが発表された。ただし、打ち上げに用いるロケットの大型化によって地球軌道からの脱出に時間を要する軌道を取る必要が無くなったことから、打ち上げ予定は遅延するものの小惑星への到達時期に大きな変更はないとされる。

## ミッション
ミッションのコンセプトとして「将来の深宇宙探査の鍵となる先端技術」が示されており、これらの要素技術の実験・実証により、探査機バスの重量を大幅に軽量化、高度化されたイプシロンロケットとの組み合わせで、月、金星、火星などの探査において50kgから200kgのミッションペイロードを持つ小型高性能深宇宙探査機を実現するとしている。
1. イプシロンロケットによる高エネルギー軌道投入
2. 薄膜軽量太陽電池パネル
3. 大型イオンエンジン
4. 先端的熱制御
5. イオンエンジン運転中の軌道決定
6. 実験機運用の自律化・効率化
7. ハロー軌道遷移・維持の軌道制御

イプシロンロケットで打ち上げ、アポロ群の (3200) ファエトンなど複数の小惑星をフライバイするミッションが予定されている。旧DESTINYでは打ち上げ後、地球を周回しながらイオンエンジンで増速、月スイングバイを行い、L2ハロー軌道の投入・離脱を行う提案がされていた。

### 工学実証
以下の2つの工学目的の達成を目指す。
1. 電気推進による宇宙航行技術を発展させ、その活用範囲を拡大する。
2. 先進的なフライバイ探査技術を獲得し、小天体探査の機会を広げる。

### 理学ミッション
DESTINY+は小惑星ファエトンをフライバイ中、放出されたガスのその場分析やハイビジョンカメラによる撮影を行う。これらにより太陽加熱が小天体の進化にどのような影響を及ぼしているのかを観測する。また、ファエトンはふたご座流星群の母天体であり、彗星・小惑星遷移天体だと考えられている。
DESTINY+ではオプションとして子機を分離し、小惑星の近接フライバイを行う案も出されていた。この案では、はやぶさ2の打ち上げに相乗りした超小型深宇宙探査機PROCYON(Proximate Object Close flyby with Optical Navigation)を軽量化した、PROCYON-miniを利用することが想定されていた。子機を搭載することで、DESTINY+本体を危険に晒すことなく小惑星の近接観測が可能となる。またフライバイ後にPROCYON-miniを母機が回収することで、近接フライバイを複数の小惑星で繰り返し行うことができる。もし実現すれば、これは世界初の深宇宙でのランデブー・ドッキングとなる。

## 運用計画

### スパイラル軌道上昇
イプシロンSによる打ち上げ計画では後述するキックステージを使用してもDESTINY+は地球周回軌道にあり、地球重力圏を脱して深宇宙へ到達するために、電気推進を使用して約1年半かけて高度を上昇させ、約半年かけて月スイングバイを実施する計画であった。打ち上げロケットがH3ロケットに変更されたことでスパイラル軌道上昇フェーズはなくなった。イオンエンジンによる推進で地球周回軌道から深宇宙への軌道変更が成功すれば、世界初と見込まれていた。

### ファエトンフライバイ観測
小惑星ファエトンには相対速度36km/sの高速フライバイをする計画で、往復伝播遅延が5分以上となることから、自律的な撮像が必須とされている。最接近の約7.5時間前、距離100万km以下からカメラによる観測を開始し、接近に従って輪郭観測・日照域三次元地形観測・表層地形観測・マルチバンド観測を実施する。
| 最接近を基準とした時間 | ファエトンとの距離 | イベント                           |
| ---------------------- | ------------------ | ---------------------------------- |
| -7.2時間               | 860,000km          | TCAPによるライトカーブ観測開始     |
| -90分                  | 178,000km          | TCAPによるファエトン輪郭観測開始   |
| -65分                  | 125,000km          | ファエトン検出（追尾目的）         |
| -55分                  | 105,000km          | 探査機姿勢補正開始                 |
| -35分                  | 65,400km           | TCAP駆動鏡によるファエトン追尾開始 |
| -8.7分                 | 17,000km           | TCAPによる三次元形状観測開始       |
| -40.5秒                | 1,429km            | TCAPによる詳細地形観測開始         |
| -22.5秒                | 918km              | MCAPによる表層物質観測開始         |
| 0秒                    | 500km              | ファエトン最接近                   |

### ファエトンフライバイ後
ファエトンのフライバイ観測から半年後に地球スイングバイを実施し、観測データのダウンリンクと、他の小惑星（ファエトンと軌道が類似しファエトンから分離したとも考えられる(155140) 2005 UDなど）のフライバイ観測を実施する4年計画のエクストラミッションに向けた軌道変更を実施する可能性が検討されている。

## 機体設計

### キックステージ
イプシロンSによる打ち上げ計画においては、イプシロンSの能力では480kgのDESTINY+を深宇宙へ到達させることができないことから、4段目となる固体ロケットのキックステージを追加する設計であった。DESTINY+とキックステージの合計重量は973kg以下で、イプシロンSからの分離時点の投入軌道は230×930km、キックステージの分離時点の投入軌道は230×37,000km。
打ち上げロケットをH3ロケットへ変更したことでキックステージは使用されないことになったが、地上燃焼試験までの開発は実施する方針としている。

### バス機器
- 衛星バスにはひさき、あらせで使用されたSPRINTバス（NEXTAR）が活用される[6]。
- メインスラスタであるイオンエンジンに、はやぶさ2で使用されたμ10を12mNに高推力化した改良型を4基搭載し、通常は10mNで4台同時運転し合計推力40mN、1台故障時には12mNで3台同時運転し合計推力が36mNの運用を行う予定である。旧DESTINY計画（2015年時点）ではより大口径のμ20を1基搭載[18]したり、μ10を高比推力化したμ10HIspが検討されたこともあった[19]。
- 太陽電池パネルには、ひさき搭載のNESSIE以来宇宙空間で繰り返し実証されてきた薄膜軽量太陽電池パネルを搭載する[3]。
- 熱制御デバイスとして、ループヒートパイプおよび、可逆展開ラジエータを搭載する[3]。

### ミッション機器
- ダストアナライザ（DDA、DESTINY+ Dust Analyzer）[6]
  - 観測対象：重量、速度、電荷、衝突角度、化学組成
  - 測定重量：10-19 - 10-9 kg
  - 測定速度：5 - 100km/s
  - 測定電荷量：2×10-15 - 5×10-13C
  - センサ面積：0.02m2
  - 視野角：13deg以上
  - 2軸ジンバルを搭載し、星間ダスト到来方向の指向や太陽光の入射を防ぐことが可能[6]。
- 超望遠モノクロカメラ（TCAP、Teloscopic CAmera for Phaethon）
  - 有効口径：114mm
  - 焦点距離：787.7mm
  - 視野角：0.81×0.81deg
  - 画素数：2048×2048px
  - 解像度：7μrad/px、距離500kmで3.5m/px[20]
  - フレームレート：1fps（フルイメージ）[20]
  - 重量：11.17kg
  - 1軸追尾機構（可動域180°）を搭載し、探査機の機体姿勢制御では対応できないフライバイ時の相対角速度4deg/sでも追尾する[6]。
- 可視近赤外マルチバンドカメラ（MCAP、Multiband CAmera for Phaethon）
  - 有効口径：20.8mm
  - 焦点距離：99mm
  - 視野角：6.5×6.5deg
  - 画素数：2048×2048px
  - 解像度：54μrad/px、距離778kmで42m/px[20]
  - フレームレート：1fps（フルイメージ）[20]
  - 観測波長：425、550、700、850nm
  - 重量：2.7kg
  - 追尾機構なし。複眼の各鏡筒内部で光路を分離し、計4バンドのセンサで観測する。一般にマルチバンドカメラにはフィルタホイールで観測バンドを切り替える手法もあるが、観測時間の差が生じ高速フライバイに適さないためMCAPには採用されていない[6]。

### 協力機関
以下の研究機関と協力して機体の開発を進めている。
- 千葉工業大学惑星探査研究センター

科学観測および望遠カメラ、広角マルチバンドカメラ、ダストアナライザ開発の取りまとめを行う。
- 名古屋大学熱制御工学研究グループ

可逆展開ラジエータの開発を担当。
- ドイツ航空宇宙センター

ダストアナライザをJAXAに提供する。2017年9月20日にJAXAとの共同声明を発表。2020年11月12日にDESTINY+の実施取り決めを締結。
- シュトゥットガルト大学Institute of Space Systems

ダストアナライザの実際の開発を担当。NASAの土星探査機カッシーニに搭載したダストアナライザなど多くの開発実績がある。